# Pleurozium
Pleurozium ist eine Gattung der Laubmoose aus der Familie Hylocomiaceae.

## Merkmale
Die kräftigen Pflanzen sind unregelmäßig oder regelmäßig verzweigt. Der Stämmchenquerschnitt weist einen Zentralstrang auf. Paraphyllien fehlen. Die Blätter sind eiförmig bis elliptisch, die ganzrandigen Blattränder oben breit eingebogen. Die Blattrippe ist kurz und doppelt bis fast fehlend. Die Blattzellen der Blattmitte sind linealisch, Blattflügelzellen sind differenziert. Die Sporenkapsel ist geneigt bis horizontal, der Deckel kegelig.

## Verbreitung
Die Arten der Gattung haben ihr Verbreitungsgebiet in Europa, Asien, Nord-, Mittel- und Südamerika, auf Atlantikinseln und in Äthiopien.

## Arten
Die zwei Arten der Gattung sind:
- Pleurozium quitense in den Anden Südamerikas (Ecuador, Peru, Bolivien)
- Pleurozium schreberi, Rotstängelmoos